# كلود مورغان
كلود مورغان (بالفرنسية: Claude Morgan)‏ (1947 في سوسة، تونس). هو ملحن ومغني فرنسي. أسس مع صديقه لوران روسي فرقة ديسكو باسم بيمبو جت التي اكتسبت شهرة كبيرة في منتصف سبعينات القرن الماضي من خلال أغنية إل بيمبو، ولا بالنغا.

## وصلات خارجية
- كلود مورغان على موقع ميوزك برينز (الإنجليزية)
- كلود مورغان على موقع ديسكوغز (الإنجليزية)
- كلود مورغان على موقع ديسكوغز (الإنجليزية)
- كلود مورغان على موقع ديسكوغز (الإنجليزية)
- أسطوانات كلود مورغان.